# (10819) Mahakala
(10819) Mahakala est un astéroïde de la ceinture principale.

## Description
(10819) Mahakala est un astéroïde de la ceinture principale. Il fut découvert le 19 avril 1993 à Washington par James De Young. Il présente une orbite caractérisée par un demi-grand axe de 3,15 UA, une excentricité de 0,13 et une inclinaison de 1,4° par rapport à l'écliptique.

## Compléments